# Zmarli w roku 1893
Lista osób zmarłych w 1893:

## styczeń 1893
- 5 stycznia – Karol od św. Andrzeja, holenderski pasjonista, święty katolicki[1]
- 17 stycznia – Rutherford Hayes, dziewiętnasty prezydent USA[2]

## luty 1893
- 3 lutego – Teofil Lenartowicz, polski poeta, etnograf, rzeźbiarz[3]
- 7 lutego – Anna Maria Adorni, włoska zakonnica, błogosławiona katolicka[4]
- 18 lutego
  - Jerzy Tupou I, założyciel królestwa Tonga[5]
  - Norbert Bonczyk, ksiądz katolicki, poeta, bojownik o zachowanie czystości mowy polskiej na Górnym Śląsku w okresie Kulturkampfu[6]
- 24 lutego – Józefa Naval Girbès, hiszpańska tercjarka karmelitańska, błogosławiona katolicka[7]

## marzec 1893
- 17 marca – Jules Ferry francuski polityk, twórca obowiązkowego, bezpłatnego i laickiego szkolnictwa. Zamordowany przez fanatyka religijnego[8]
- 27 marca – Alphonse Beau de Rochas, francuski inżynier, projektant silnika czterosuwowego[9]

## kwiecień 1893
- 4 kwietnia – Alphonse Louis Pierre Pyrame de Candolle, szwajcarski botanik[10]
- 8 kwietnia – August Franciszek Czartoryski, polski salezjanin, błogosławiony katolicki[11]
- 29 kwietnia – Józef Franciszek Bliziński, komediopisarz pozytywistyczny[12]

## maj 1893
- 11/23 maja – Aćim Medović, serbski lekarz polskiego pochodzenia, autor pierwszego podręcznika medycyny sądowej w języku serbskim[13]

## czerwiec 1893
- 15 czerwca – Ferenc Erkel, węgierski kompozytor, ojciec węgierskiej opery narodowej[14]

## lipiec 1893
- 6 lipca:
  - Guy de Maupassant, pisarz francuski[15]
  - Józef Stolarczyk, polski ksiądz, pierwszy proboszcz Zakopanego, taternik[16]
- 13 lipca – Ferdynand Maria Baccilieri, włoski duchowny katolicki, błogosławiony[17]

## sierpień 1893
- 23 sierpnia – Michał Elwiro Andriolli, polski rysownik, ilustrator i malarz[18]

## październik 1893
- 20 października – Philip Schaff, szwajcarski teolog protestancki i historyk chrześcijaństwa[19]
- 30 października – John Abbott, kanadyjski polityk, premier Kanady[20]

## listopad 1893
- 1 listopada – Jan Matejko, polski malarz[21]
- 6 listopada – Piotr Czajkowski, rosyjski kompozytor[22]
- 17 listopada – Aleksander I Battenberg, książę Bułgarii[23]

## grudzień 1893
- 9 grudnia – Paulina Górska z Krasińskich, polska księżna, działaczka społeczna i charytatywna, prezeska Stowarzyszenia Miłosierdzia św. Wincentego a Paulo[24]